# Brazzers
Brazzers es una productora de sitios web para adultos canadiense con sede en Montreal, Quebec, fundada en 2005. Sus escenas y fotografías tienen por principales escenarios las ciudades de Las Vegas (Nevada), Los Ángeles (California) y Miami (Florida). Su eslogan es The world's best HD porn site, es decir, El mejor sitio porno HD del mundo y es reconocido por ser la principal productora de Johnny Sins, uno de los mayores artistas del cine para adultos.

## Historia
Fundada en 2004 por un grupo de inversores de Montreal, Brazzers se integró a un grupo mayor de sitios pornográficos bajo el nombre corporativo de Mansef, que combinaba los nombres de los fundadores Stéphane Manos y los hermanos Sam y Hassan Youssef.El nombre "Brazzers" era una pronunciación humorística incorrecta de la palabra "brothers" (hermanos).En 2010, Mansef fue vendida a Fabian Thylmann y renombrada como Manwin Inc.En diciembre de 2012, Thylmann fue extraditado de Bélgica a Alemania bajo sospecha de evasión fiscal.
En octubre de 2013, Thylmann vendió los activos de Manwin, incluido Brazzers, a un grupo de gestión interno,  Aylo
En 2014, Brazzers celebró su décimo aniversario con una valla publicitaria en Times Square, Nueva York. La valla publicitaria digital se ubicó en la esquina de la calle 47 y la 7 y estuvo visible durante todo el mes de agosto.En 2010, Brazzers había utilizado una valla publicitaria en Times Square para promocionar su campaña de sexo seguro y anunciar su eslogan "¡Ponte goma!" y su sitio web.
En septiembre de 2016, el sitio web de monitoreo de violaciones de datos Vigilante.pw alertó a los medios sobre una violación de la base de datos sufrida por Brazzers, que afectó a casi 1 millón de usuarios después de que el sitio fuera pirateado en abril de 2013.

## Operaciones
Brazzers es propiedad y está operado por Aylo, una multinacional registrada oficialmente en Luxemburgo.La compañía anteriormente se conocía como MindGeek.
Brazzers cuenta con el sistema de etiquetado ICRA, el cual es parte de la Family Online Safety Institute. Regula el acceso a su sitio para evitar que los niños puedan observar su contenido para adultos mediante una barra de control, permitiendo que borre todo el historial.
Brazzers fue criticada por la industria pornográfica debido a su asociación con Pornhub. En respuesta a ello, en 2009 inició una lucha contra la piratería.

## Litigios
En 2008, tras ser despedido, el productor Bobby Manila demandó a Brazzers por fraude e incumplimiento de su contrato. La demanda finalmente se resolvió.
En febrero de 2010, Pink Visual Studio demandó a la empresa matriz de Brazzers, Manwin, por infracción de derechos de autor al distribuir contenido de vídeo sin licencia en sus plataformas gratuitas para compartir vídeos. La red de Brazzers ha sido acusada de beneficiarse de contenido sin licencia al aprovechar indirectamente el tráfico de las plataformas, pero esta fue la primera vez que un estudio reconocido interpuso una demanda. Otros estudios consideraron presentar una demanda colectiva.
En 2018, el Gobierno de la India prohibió Brazzers, entre otros sitios web de pornografía, después de una orden del Tribunal Superior de Uttarakhand que exigía lo mismo en un caso de violación en el que los perpetradores declararon que se sintieron motivados a hacerlo después de ver pornografía en línea.

## Ranking
Llegó a ser el 309º sitio web más visitado diariamente.
A julio de 2021, Brazzers.com tiene una clasificación de tráfico de Alexa de 3576.

## Premios
- 2009 Premio AVN - Mejor Sitio Web de Adultos[24]
- 2009 Premio AVN - Mejor Producción de Video de Nueva Empresa
- 2009 Premio AVN - Mejor Lanzamiento de actriz con Gran Busto
- 2009 Premio XBIZ - Programa de Afiliación del Año
- 2010 Premio AVN - Mejor serie de grandes senos, Big Tits at School[25]
- 2011 Premio AVN - Mejor membresía en una cadena de sitios de Internet[26]
- 2011 Premio AVN - Mejor serie de grandes senos, Big Tits at School
- 2011 Premio AVN - Mejor lanzamiento de escena, Pornstar Punishment
- 2012 Premio AVN – Mejor Big Bust Series[27]
- 2012 Premio AVN – Mejor Página de miembros[27]
- 2013 Candidato a Premio XBIZ – Vignette Lanzamiento del Año (Big Tits in Sports Vol 9 and Day With a Pornstar); Serie Vignette del año

(Big Tits in Sports and MILFs Like it Big); Serie del año de las chicas (Hot and Mean)
- 2014 Premio XBIZ – Sitio del año del estudio (Brazzers.com)[29]
- 2015 Premio XBIZ – Sitio para adultos del año - Multi-Estilo (Brazzers.com)[30]
- 2016 Premio XBIZ – Sitio para adultos del año - Video (Brazzers.com)[30]
- 2017 Premio XBIZ – Mejor dirección artística para Storm of Kings[30]